# ملاك أبيض

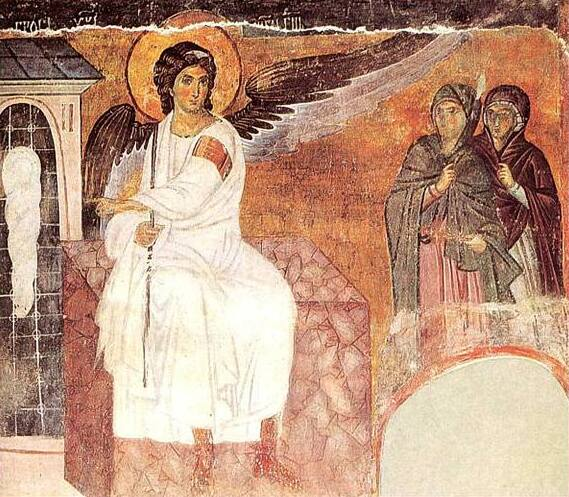
حاملي المر على قبر المسيح.

ملاك أبيض (بالصربية: Бели анђео / Beli anđeo) هو أحد تفاصيل إحدى التصويرات الجصية الأكثر شهرة في الثقافة الصربية في دير ميليسيفا بتاريخ 1235 في صربيا في عهد الملك ستيفن فلاديسلاف الأول. وتعتبر هذه اللوحة الجدارية من أجمل الأعمال الفنية الصربية والأوروبية في العصور الوسطى، وهي واحدة من أعظم الإنجازات في الفن الأوروبي يصور وصول حاملي المر إلى كنيسة القيامة صباح الأحد بعد أحداث الصلب، يجلس ملاك الرب على الحجر مرتديًا خيتونًا أبيض ويُظهر ذراعه الذي يحمله إلى مكان قيامة المسيح وقبره الفارغ.

الملاك الأبيض

## الموقع والتاريخ
يقع التصوير الجصي في دير ميليسيفا بالقرب من برييبولجي على الجدار الجنوبي للكنيسة وهوية مؤلفها غير معروفة. في القرن السادس عشر تم طلاء الملاك الأبيض بتصوير جصي آخر وهكذا تم إخفاؤه حتى القرن العشرين عندما تم ترميم التصوير الجصي.

## تريفيا
تم إرسال صورة الملاك الأبيض لميليسيفا كرسالة في أول تلفاز فضائي بث قمر صناعي من أوروبا إلى أمريكا بعد أزمة صواريخ كوبا كرمز للسلام والحضارة. لاحقًا تم إرسال نفس الإشارة التي تحتوي على الملاك الأبيض إلى الفضاء في محاولة للتواصل مع أشكال الحياة خارج كوكب الأرض.